# (6847) Кунц-Халльштайн
(6847) Кунц-Халльштайн (лат. Kunz-Hallstein) — астероид, относящийся к группе астероидов пересекающих орбиту Марса, который был открыт 5 сентября 1977 года немецким астрономом Г.-Э. Шустером в обсерватории Ла-Силья  и назван в честь юриста Ганса Кунца-Халльштайна.

Орбита астероида Кунц-Халльштайн и его положение в Солнечной системе